# Wilhelm Schultze (Jurist)
Peter Heinrich Wilhelm Schultze (* 19. April 1803 in Seehausen, Uckermark (Provinz Brandenburg); † 28. November 1884 in Potsdam) war ein deutscher Verwaltungsjurist und Abgeordneter.

## Leben
Schultze war der Sohn des Kaufmanns Johann Christian Schultze und dessen Ehefrau Sophie Wilhelmine Magdalene geb. Meier. Schultze, der evangelischer Konfession war, heiratete am 20. Mai 1832 Agnes Henning, die Tochter des Kreisgerichtsrates Henning in Havelberg. Er besuchte die Schule in Seehausen und ab 1807 die Klosterschule Ilfeld. Ab 1821 studierte er an der neuen Friedrich-Wilhelms-Universität zu Berlin Rechtswissenschaft. 1821/22 diente er als Einjährig-Freiwilliger. Er leistete auch später freiwilligen Dienst beim Garde-Schützen-Bataillon in Berlin und wurde Leutnant. 1824 legte er die Erste Juristische Staatsprüfung ab und wurde Auskulator beim Land- und Stadtgericht in Havelberg. Er bestand 1826 die Zweite Staatsprüfung und wurde 1827 Referendar und 1831 Assessor am Kammergericht. Nach verschiedenen Verwendungen wurde er 1842 Geheimer Oberrechnungs- und vortragender Rat bei der Preußischen Oberrechnungskammer in Berlin. 1844 wurde er Oberregierungsrat und Dirigent der Abteilung für die Verwaltung der direkten Steuern, Domänen und Forsten bei der Regierung in Potsdam. 1855–1877 war er auch Kommissar der ständischen Landarmenkommission und 1861–1866 Abteilungsdirigent Bezirkskommissar zur Regelung der Grundsteuern. Zuletzt trug er den Titel eines Geheimen Oberrechnungsrates. 1874 wurde er auf eigenen Wunsch pensioniert.
Er saß vom 18. Mai 1848 bis zum 10. Mai 1849 in der Frankfurter Nationalversammlung und vertrat den 8. Wahlkreis Brandenburg Ruppin. 1850 war er Mitglied des Volkshauses des Erfurter Unionsparlaments. Er wurde im 8. Potsdamer Wahlbezirk gewählt und war Mitglied der Fraktion Bahnhofspartei.  1849/50 saß er in der Preußischen Ersten Kammer. Nach 1849 wurde er Stadtverordneter und ab 1872 ehrenamtlicher Stadtrat in Potsdam.